# Fenamilho Internacional
A Feira Nacional e Internacional do Milho (Fenamilho Internacional) é uma feira agropecuária realizada bianualmente no Parque Internacional de Exposições Siegfried Ritter em Santo Ângelo, no Rio Grande do Sul. É o principal evento cultural e de negócios da região e um dos principais do ramo agropecuário do estado.
Tem como objetivo divulgar a produção agrícola, industrial e comercial do município. Conta com atrações artístico-culturais e outros eventos paralelos, como simpósios, seminários e rodeios. Desde 2006, a Fenamilho integra o patrimônio cultural do Rio Grande do Sul, conforme lei nº 12.654.

## História

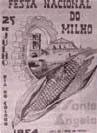
O primeiro cartaz promocional da Fenamilho realizada em Santo Ângelo, em 1954.

Primeiramente, um grupo de lideranças pretendia realizar o evento em diversas localidades que se revezariam na realização da feira, divulgando a produção econômica do município sede.
A primeira edição foi organizada em Ijuí em 1952, seguida por Santa Rosa no ano seguinte. Santo Ângelo abraçaria o projeto em 1954, através da administração do prefeito Odão Felippe Pippi.
Após a edição de 1954, somente em 1986 é que a feira foi retomada. A partir da 7ª edição, que ocorreu no ano de 1995, busca a integração com países do Mercosul, passando à ser uma feira de âmbito internacional, contando com o apoio da Argentina, do Uruguai e do Paraguai.
O quadro a seguir relaciona todas as edições da feira e respectivos presidentes e soberanas:
| Edição | Período de realização                 | Presidente                     | Soberanas |
| ------ | ------------------------------------- | ------------------------------ | --- |
| 1ª     | 15 de agosto a 7 de setembro de 1954  | Valença Guedes Soares          | Wali Sachs Voese, Marga Tretter e Oracilda Alcântara                                                          |
| 2ª     | 27 de setembro a 5 de outubro de 1986 | Luiz Valdir Andres             | Evelize Marquardt, Eva Oss Emer, Luciana de Moraes Feijó, Sheila Virginia Bolzan e Carla Viviane Pinto Flores |
| 3ª     | 19 a 27 de março de 1988              | Luiz Valdir Andres             | Tatiana Muller, Elcinara Keiber e Adriana Casarin                                                             |
| 4ª     | 15 a 25 de março de 1990              | Celso Ritter                   | Raquel Nenê dos Santos, Luciana Camargo e Márcia Pulcinelli                                                   |
| 5ª     | 19 a 29 de março de 1992              | Celso Ritter                   | Cristiane Arndt, Adriana Pagliarini e Valesca Hochhein                                                        |
| 6ª     | 25 de setembro a 3 de outubro de 1993 | Rolando Stumpfle               | Robriane Raguzzoni Loureiro, Luciana Firpo e Cristiane Perini                                                 |
| 7ª     | 7 a 15 de outubro de 1995             | Rolando Stumpfle               | Tais do Nascimento Gomes, Karine Huber Bauer e Renata Bomfiglio Fan                                           |
| 8ª     | 4 a 12 de outubro de 1997             | Adroaldo Loureiro              | Tanise Trevisan, Isabel Wexel e Letícia Braz de Aguiar                                                        |
| 9ª     | 8 a 13 de outubro de 1999             | Celso Ritter                   | Silvia Coracini, Paula Tobias e Letícia Mousquer Ritter                                                       |
| 10ª    | 10 a 18 de novembro de 2001           | Montalverne Pereira Beltrão    | Não houve |
| 11ª    | 8 a 16 de novembro de 2003            | Heitor Gaspar do Nascimento    | Carla Cristiane Tom, Pâmela Dornelles e Fernanda Daltoé                                                       |
| 12ª    | 12 a 20 de novembro de 2005           | Gilberto Pacheco               | Juliana Bielohoubek, Morgana Garcia e Bianca Radaelli                                                         |
| 13ª    | 28 de abril a 6 de maio de 2007       | Wilson Luiz Pippi              | Caroline Hüber Bauer, Karine Rigon Silva e Viviane Holzbach                                                   |
| 14ª    | 25 de abril a 3 de maio de 2009       | Franco André Neutz da Silveira | Lauren Fonseca, Amanda Christmann e Tanelli Fiorin de Jesus                                                   |
| 15ª    | 30 de abril a 8 de maio de 2011       | Franco André Neutz da Silveira | Juline Meotti, Fernanda Gerloff e Tanize Sommavilla                                                           |
| 16ª    | 27 de abril a 5 de maio de 2013       | Antonio Alberto Gomes Toscani  | Letícia Campos, Daniela Karling e Janaína Londero                                                             |
| 17ª    | 1º a 10 de maio de 2015               | Antonio Alberto Gomes Toscani  | Thayná Marques, Laura Milanesi e Fabiana Barz                                                                 |
| 18ª    | 29 de abril a 7 de maio de 2017       | Bruno Walter Hesse             | Nathália Ferreira, Lauren Voese Krüger e Bianca Caye                                                          |
| 19ª    | 27 de abril a 5 de maio de 2019       | Bruno Walter Hesse             | Fabiane da Silva Koaski, Daniele Marinho Lange e Thaís Saldanha Lersch                                        |
| 20ª    | 21 a 30 de abril de 2023              | Luís Alberto Voese             | Isadora Furian Taborda, Júlia Sandri Peyrot e Fernanda Rafaela de França                                      |
| 21ª    | 19 a 27 de abril de 2025              | Luís Alberto Voese             | Daniele Maisa Gabi, Maria Augusta Crestani Braz e Ariadine Rodrigues Zenatti                                  |

## Edições

### 13ª edição
A 13ª edição da Fenamilho Internacional aconteceu de 28 de abril a 6 de maio de 2007, e foi uma das maiores feiras realizadas dentre todas as anteriores, tanto em número de visitantes e expositores, como em investimentos. Estima-se que 200 mil visitantes passaram pelo Parque da Fenamilho nos nove dias do evento. Contou com a presença da governadora do estado Yeda Crusius, além de inúmeras autoridades estaduais e federais. Essa edição contou com a presença de mais dois países, além dos anteriores: Portugal e Espanha.
Dentre os shows, destacaram-se os da Banda Calypso, do grupo de rock Titãs e da dupla sertaneja Bruno e Marrone, sendo este último o maior dentre todos, com aproximadamente 25 mil pessoas. Houve a presença do Caminhão da Sorte, da Caixa Econômica Federal, com sorteio ao vivo das loterias federais.

### 14ª edição
A 14ª edição da feira ocorreu entre os dias 25 de abril e 3 de maio de 2009. Cerca de 650 expositores ocuparam o parque de exposisões e obteve mais de 150 mil visitantes. A 14ª Fenamilho Internacional teve entre as principais atrações os shows de Victor & Leo, Zé Ramalho, Tchê Garotos e O Rappa. A abertura contou com a presença da governadora do estado Yeda Crusius, além de inúmeras autoridades estaduais e federais.

### 15ª edição
A 15ª edição da Fenamilho ocorreu de 30 de abril a 8 de maio de 2011. Cerca de 140 mil pessoas visitaram a feira. Esta edição movimentou um volume de negócios de R$ 97.812.453,00. A abertura contou com a presença do governador Tarso Genro, além de outras autoridades estaduais e federais. Entre os espetáculos musicais, destacaram-se as apresentações dos cantores Luan Santana, Michel Teló e da banda Tchê Garotos.

### 20ª edição
O evento foi retomado após quatro anos de ausência em função da pandemia de COVID-19, sendo realizada de 21 a 30 de abril de 2023, em meio às comemorações do sesquicentenário do município. A programação conta com mais de 70 atrações culturais, além de quatro shows nacionais: Luan Santana, Leonardo, Luísa Sonza e Matheus & Kauan.